# 네덜란드 황금시대 회화

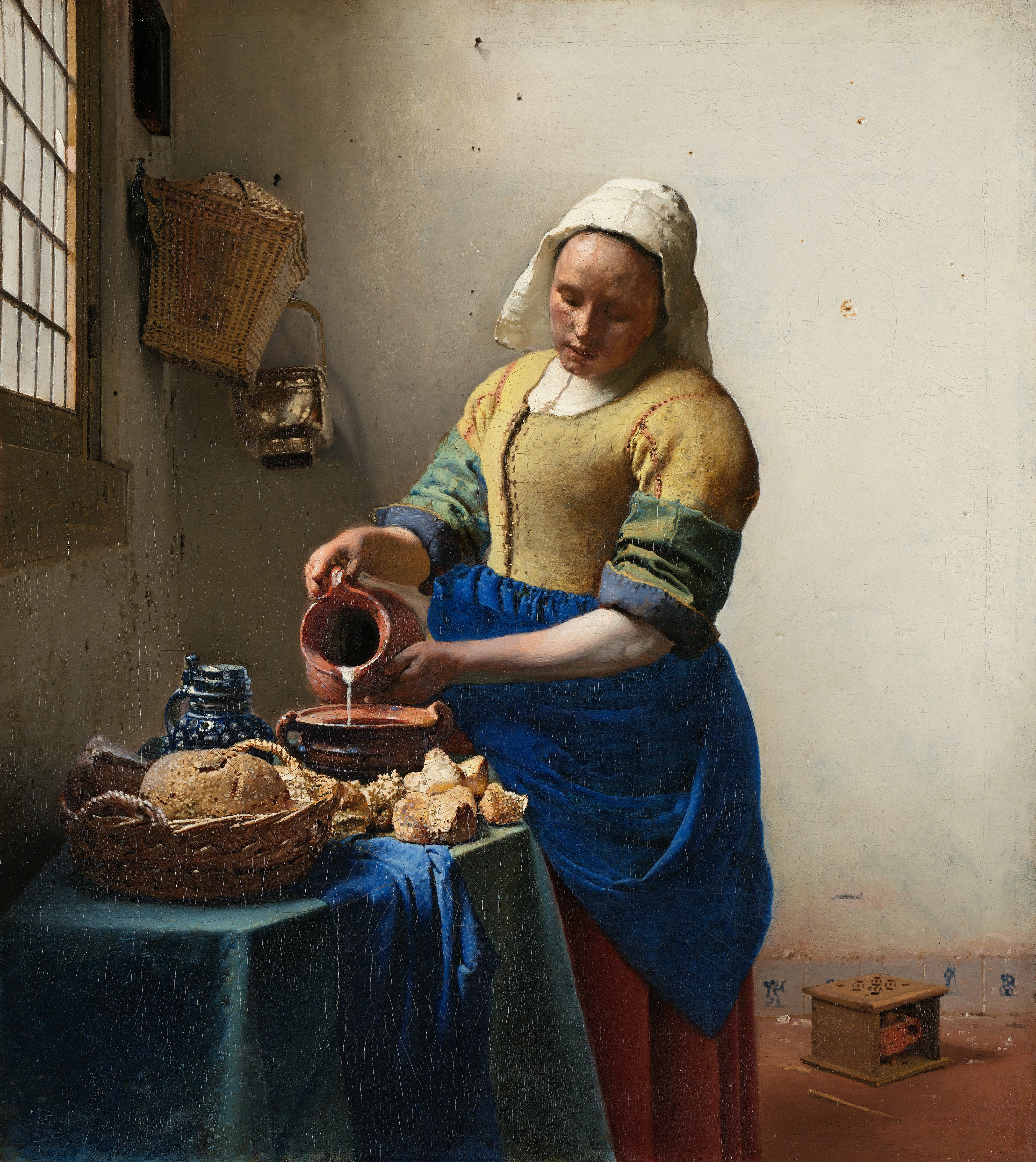
요하네스 베르메르의 《우유 따르는 여인》 (1658-1661)

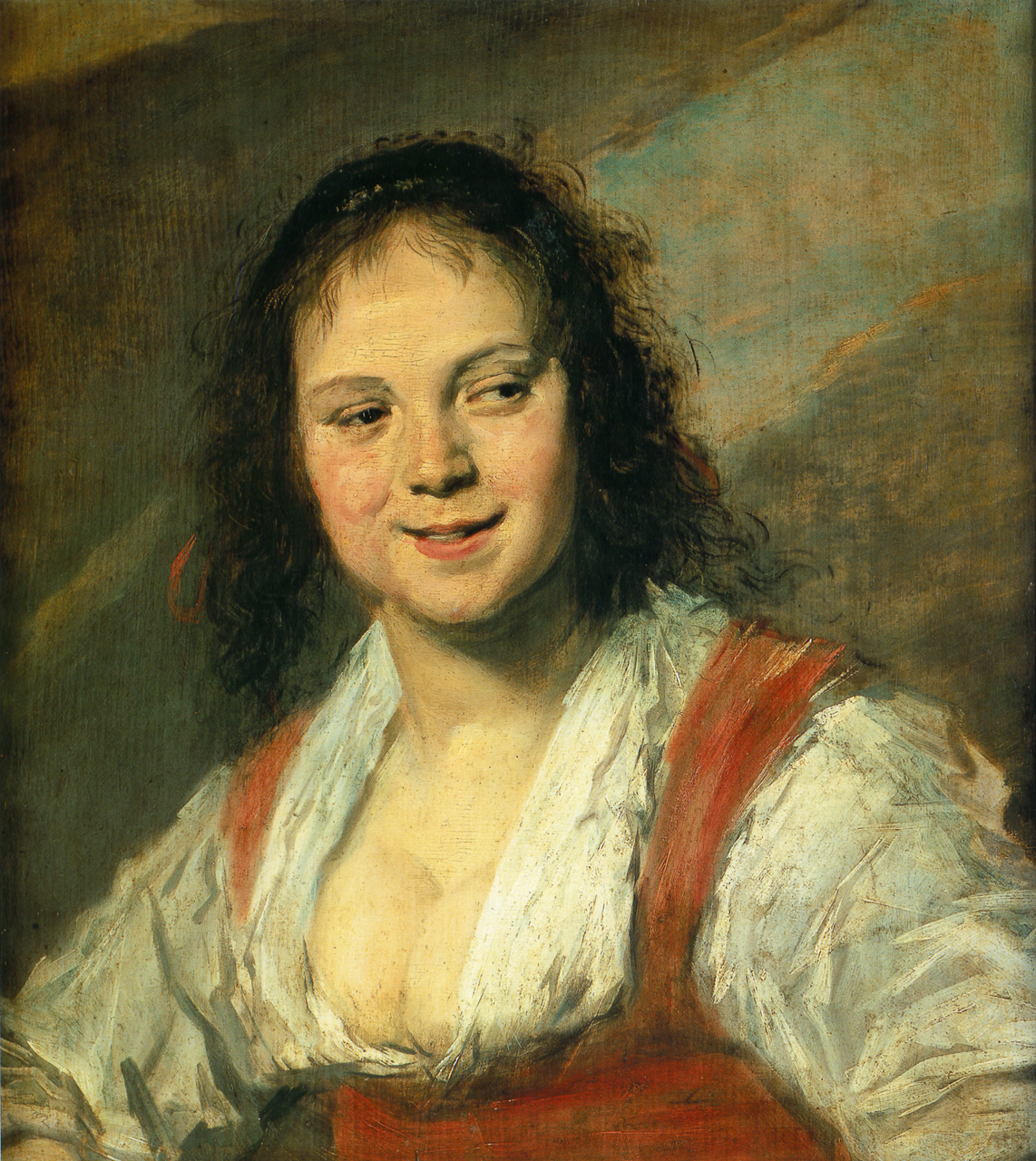
프란스 할스의 《집시 소녀》 (1628년~1630년). 나무에 유채, 58 x 52cm. 이러한 유형의 초상화를 트로니 (tronie)라 부르며 인물의 전형적인 두상을 담아냈다.

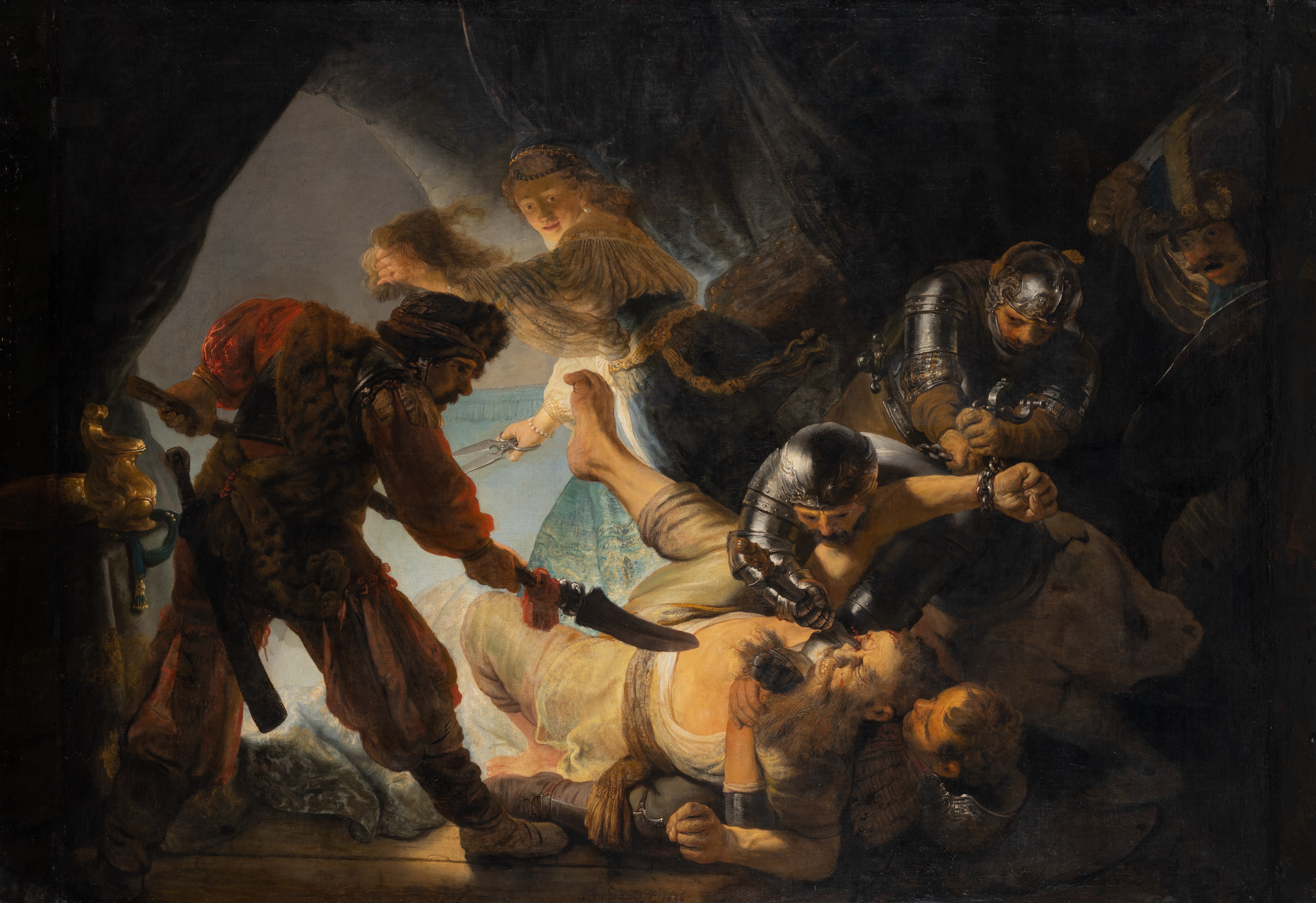
렘브란트의 《장님이 된 삼손》 (1636년)

네덜란드 황금시대 회화는 네덜란드 회화의 역사에서 17세기 네덜란드 황금시대에 발달했던 시기를 가리킨다. 80년 전쟁 (1568년~1648년) 말기와 네덜란드의 독립 시기를 전후로 한다.
신생국 네덜란드 공화국은 당대 유럽에서 가장 번영한 국가였으며 유럽의 무역, 과학, 예술을 주도하였다. 예로부터 네덜란드 남부 플랑드르 일대를 중심으로 꽃피운 플랑드르 회화와는 달리, 독립국을 이룬 네덜란드 북부 지방은 미술이 발달하지 않았다. 전쟁으로 인한 격변과 대규모 인구 이동, 과거의 군주제와 가톨릭교 문화와의 급격한 단절로 네덜란드 미술은 처음부터 다시 시작하는 수준이 되었으나 그 결과는 상당히 빛을 발했다. 종교화는 급격히 쇠퇴하였으나 그 외 세속화가 발달하여 그것을 위한 새로운 미술시장이 대대적으로 성장하였다.
네덜란드 황금시대 회화는 당대 유럽의 바로크 회화에 속하며 그 특성이 반영된 경우가 많지만, 이웃한 플랑드르 바로크 회화나 타 국가의 바로크 회화에서 드러나는 전형적인 화려함과 이상적 소재에 대한 애호심은 보이지 않는 경우가 대다수였다. 그 대신 초기 네덜란드 회화 (플랑드르파)에서 물려받은 사실주의적 세부묘사가 반영된 것이 이 시대의 대표작에서 찾아볼 수 있는 특이다.
네덜란드 황금시대 회화는 장르가 개별화, 다양화된 것이 가장 큰 특징이며, 여러 장르 가운데 하나에 집중하여 활동한 작가들이 많았다. 회화장르의 전문화가 완성에 이르렀던 1620년대 후반부터 1672년 프랑스 침공까지의 약 50여년간이 황금시대 회화의 절정기에 해당된다. 이 시기의 화가들은 대부분의 활동기간 동안 초상화, 장르화, 풍경화, 해양화, 정물화에 집중하고 해당 장르 내의 하위유형에 해당되는 작품들을 그려나갔다. 이들 장르와 소재는 당대 서양회화에서 새로 등장한 것으로서, 후대의 발전 양상에 있어 네덜란드 황금시대 회화의 화풍이 결정적인 역할을 하였다.

## 회화 장르

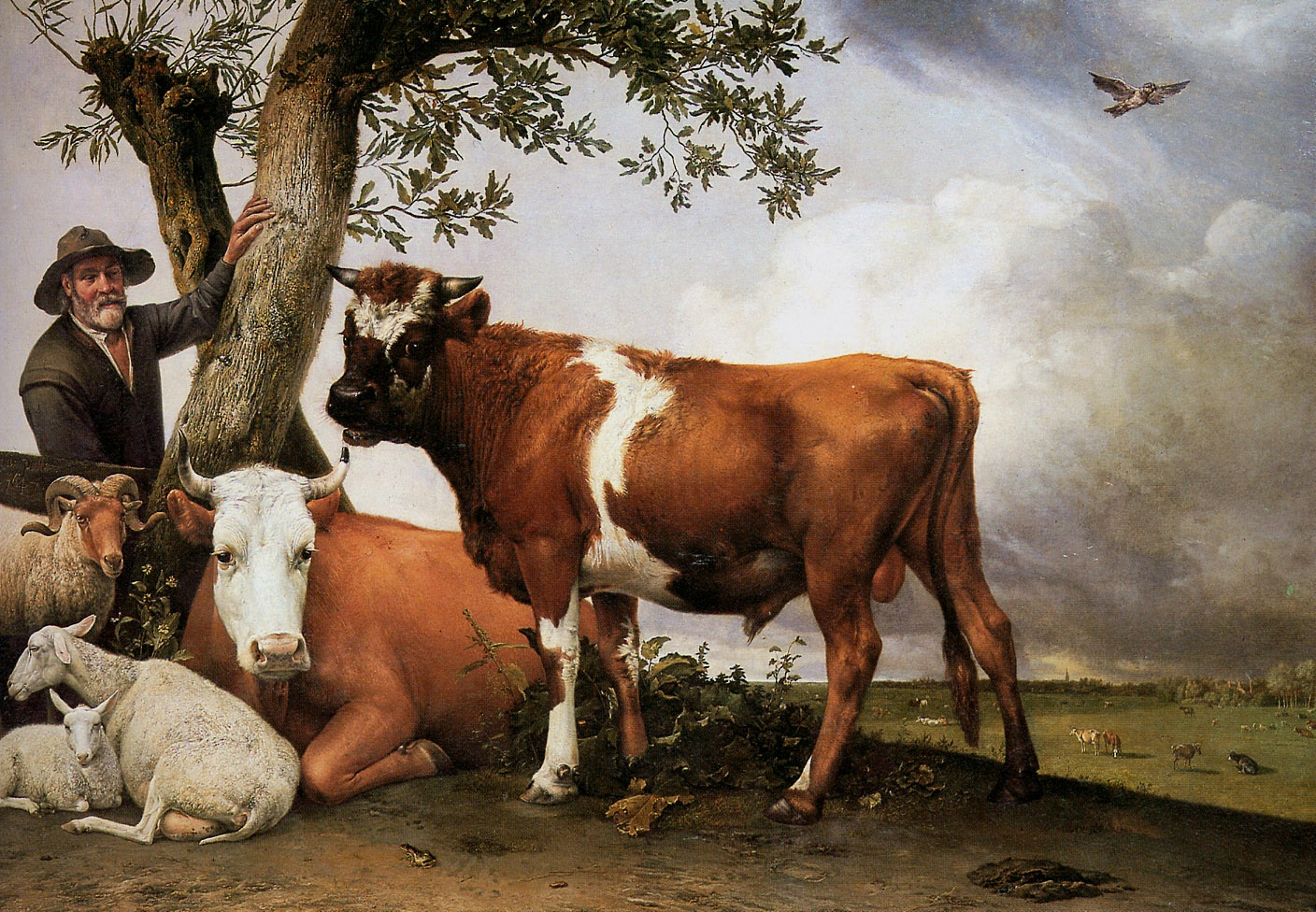
파울뤼스 포터르의 《어린 황소》 (1647년), 폭 3.4m. 이전에는 거의 그려지지 않던 동물화로서 회화 장르의 위계질서에 도전한 작품으로 평가받는다.

네덜란드 황금시대 회화의 장르는 선대 유럽 회화와 비교했을 때 종교화의 비중이 적다는 특징이 있다. 네덜란드 기독교의 칼뱅주의는 교회에서 종교화를 내거는 것을 금지했으며, 개인 가정에서는 성경을 주제로 한 그림을 허용했지만 그 수는 비교적 적을 수밖에 없었다. 종교화 외에 전통 회화장르로는 역사화와 인물화가 있었지만, 그보다도 농민의 일상화, 자연풍경화, 도시풍경화, 해양화, 정물화 (꽃그림) 등 수많은 장르가 세분화되어 나간 것이 주목할 만하다. 이들 장르가 발전하게 된 것은 17세기 네덜란드 화가들의 영향이 결정적이었다.
유럽 회화에서 등장한, 특정 장르가 다른 장르보다 더 높은 권위를 지닌다는 '회화 장르의 위계질서' 이론은 유럽 화가들로 하여금 역사화에 집중하는 계기로 작용하였다. 그러나 렘브란트를 비롯한 네덜란드 화가들은 역사화 등의 우위적인 장르가 정작 미술시장에서는 덜 팔리는 장르로 취급받고, 초상화나 풍속화 등이 훨씬 더 잘 팔리는 현실을 받아들여 그에 집중하였다.
요컨대 당시 유럽 회화에서 내세우던 장르의 위계질서는 다음과 같았다.
- 역사화 - 알레고리와 종교 일화를 소재로 한 그림.
- 초상화 - 트로니를 비롯한 인물의 그림.
- 풍속화와 일상화
- 풍경화 - 바다 풍경, 전투 풍경, 도시 풍경, 폐허 풍경 등을 소재로 한 그림. 화가 사뮐 판 호흐스트라턴은 풍경화가야말로 "미술이란 군대의 보병"이란 말을 남겼다.[2]
- 정물화

이러한 위계 속에서 네덜란드 화가들은 하위 장르에 초점을 맞추었던 것이다. 그렇다고 위계질서의 개념을 부정하지는 않았다.
네덜란드 황금시대 회화의 그림들은 크기가 비교적 작은 편이다. 대형 그림으로 제작된 장르라면 여러 명을 한번에 다루는 단체 초상화 정도가 유일했다. 또한 건물 내벽에 직접 그림을 그리는 벽화 작업은 거의 이뤄지지 않았으며, 공공 건물에 벽 공간을 장식하려면 그 크기에 맞는 캔버스에다 그리는 것이 일반적이었다. 캔버스는 나무판을 활용하였는데 그 표면이 단단하여 그림의 정밀도를 높였기 때문이며, 서유럽 국가들이 나무판을 쓰지 않게 된 뒤에도 한동안 계속해서 애용되었다. 나무판 외에도 구리판을 쓰는 경우가 있었는데 판화를 제작한 뒤 남은 구리판을 재활용한 것이 일반적이었다. 18세기~19세기에는 네덜란드 황금시대의 회화 작품 자체를 캔버스로 활용하는 경우가 많았는데, 캔버스와 프레임을 새로 구매하는 것보다 옛 그림 가운데 가치가 높지 않은 것을 구매하는 것이 더 저렴했기 때문이다.
네덜란드 황금시대에 조각품은 거의 제작되지 않았다. 그나마 제작된 경우가 있다면 무덤이나 공공건물에 세워지는 조각상이었으며, 가정에서는 은가공품과 도자기가 그 자리를 차지하였다. 도자기로는 그 질은 높지 않지만 아주 값싸고 흔한 장식인 델프트 도자기 타일이 있었으며, 은가공품은 오리큘러 양식이 유럽 여러 국가에서 사랑받았다. 이러한 예외를 제외하면 네덜란드 황금시대에는 조각공예 분야보다는 회화와 판화 분야에 관심이 집중되었다.

## 같이 보기
- 저지대 국가의 미술
- 델프트화파
- 네덜란드화파
- 네덜란드의 화가 목록
- 네덜란드 황금시대의 화가 목록

## 참고 문헌
- "Ekkart": Rudi Ekkart and Quentin Buvelot (eds), Dutch Portraits, The Age of Rembrandt and Frans Hals, Mauritshuis/National Gallery/Waanders Publishers, Zwolle, 2007, ISBN 978-1-85709-362-9
- Franits, Wayne, Dutch Seventeenth-Century Genre Painting, Yale UP, 2004, ISBN 0-300-10237-2
- Fuchs, RH, Dutch painting, Thames and Hudson, London, 1978, ISBN 0-500-20167-6
- Ingamells, John, The Wallace Collection, Catalogue of Pictures, Vol IV, Dutch and Flemish, Wallace Collection, 1992, ISBN 0-900785-37-3
- Lloyd, Christopher, Enchanting the Eye, Dutch Paintings of the Golden Age, Royal Collection Publications, 2004, ISBN 1-902163-90-7
- MacLaren, Neil, The Dutch School, 1600–1800, Volume I, 1991, National Gallery Catalogues, National Gallery, London, ISBN 0-947645-99-3; the main source for biographical details
- Prak, Maarten, (2003) "Guilds and the Development of the Art Market during the Dutch Golden Age." In: Simiolus: Netherlands Quarterly for the History of Art, vol. 30, no. 3/4. (2003), pp. 236–251. Expanded version is Prak (2008)
- Prak, Maarten, (2008), Painters, Guilds and the Art Market during the Dutch Golden Age, in Epstein, Stephen R. and Prak, Maarten (eds), Guilds, innovation, and the European economy, 1400–1800, Cambridge University Press, 2008, ISBN 0-521-88717-8, ISBN 978-0-521-88717-5
- Reitlinger, Gerald; The Economics of Taste, Vol I: The Rise and Fall of Picture Prices 1760–1960, Barrie and Rockliffe, London, 1961
- Schama, Simon, The Embarrassment of Riches: An Interpretation of Dutch Culture in the Golden Age, 1987
- Shawe-Taylor, Desmond and Scott, Jennifer, Bruegel to Rubens, Masters of Flemish Painting, Royal Collection Publications, London, 2008, ISBN 978-1-905686-00-1
- Slive, Seymour, Dutch Painting, 1600–1800, Yale University Press, 1995, ISBN 0-300-07451-4